# أنابل إنغلوند
أنابل إنغلوند (بالإنجليزية: Anabel Englund)‏ هي مغنية مؤلفة وملحنة أمريكية، ولدت في 1 سبتمبر 1992 في نيويورك في الولايات المتحدة.

## وصلات خارجية
- الموقع الرسمي
- أنابل إنغلوند على موقع IMDb (الإنجليزية)
- أنابل إنغلوند على موقع ميوزك برينز (الإنجليزية)
- أنابل إنغلوند على موقع ديسكوغز (الإنجليزية)